# Maria ten Kortenaar
Maria ten Kortenaar (Amsterdam, 1955) is een Nederlands keramiste. Ze werkt sinds 2005 voornamelijk met porselein.

## Leven en werk
Ten Kortenaar volgde de opleiding tot edelsmid aan de Gerrit Rietveld Academie te Amsterdam. In 1985 behaalde ze het meesterteken als zilver- en goudsmid in 1985. In 1995 koos ze echter voor de keramiekkunst om meer met kleur te kunnen doen. Aanvankelijk werkte ze vooral met klei, maar sinds 2005 alleen nog met porselein. Ten Kortenaar gebruikt daarbij een voor Westerse begrippen unieke inlegtechniek met ingekleurd porselein, sterk verwant aan de Japanse nerikomi-techniek. De objecten worden in flinterdunne onderdelen geheel met de hand opgebouwd en gestapeld tot voorwerpen die ogenschijnlijk beschilderd zijn, maar in feite bestaan uit verschillend gekleurde deeltjes fragiel porselein. Zelf ziet ze haar werk als een vertaling van wat ze noemt "breekbare emoties", waarbij het verhaal wat ze erbij wil vertellen in de titel van het object besloten ligt.
Ten Kortenaar stelt haar werk wereldwijd tentoon en is met name ook in Azië erg populair. Ze won de Special Prize op de 5th World Ceramic Biennale in Korea. Haar werk is onder andere opgenomen in de collecties van het New Taipei City Yingge Ceramics Museum in Nieuw Taipei in Taiwan en in het Icheon World Ceramic Center in Icheon in Korea.